# Festuca hypsophila
Festuca hypsophila är en gräsart som beskrevs av Rodolfo Amando Philippi. Festuca hypsophila ingår i släktet svinglar, och familjen gräs. Inga underarter finns listade i Catalogue of Life.